# I stort sett menlös
I stort sett menlös (Mostly Harmless) är femte delen av sex skriven av Douglas Adams i bokserien Liftarens guide till galaxen. Den har fått en fortsättning av Eoin Colfer, Och en grej till...

## Handling
Arthur Dent har förlorat Fenchurch i tid och rum, och irrar runt i Multiversum för att finna Jorden i ett skick han kan trivas med. Han bekostar resorna med att sälja DNA till forskningssyften. Så småningom kraschar ett rymdskepp han befinner sig på, och då han är den ende ombord som brytt sig om att läsa informationen om nödlägen är han den ende överlevande, och blir smörgåsmakare på en idyllisk bobförgäten planet.
I ett multiversum inte helt olikt det vi lever i (men där fyrklöver är det normala, och treklövrar är ovanliga och anses bringa tur) lever en annan Tricia McMillan kvar i England och har i åratal undrat vilket annat liv hon gick miste om när hon gick för att hämta sin handväska när en objuden gäst på den maskerad hon var på visade sig vara en utomjording som bjöd henne att följa med honom ut i rymden på hans skepp. Numera arbetar hon som nyhetsuppläsare på TV.
I bokens nutid arbetar också den Trillian vi känner - som ju följde med Zaphod i stället för att gå för att hämta sin handväska - som nyhetsreporter i subetha-nätet. Hon har på senare år låtit sig bli med barn vid en fertilitetsklinik och har fått en dotter, Slumpan. När hon tänker efter lite längre inser hon att det bara fanns en kvar av hennes ras som kunde vara donator och biologisk far...
Och Ford Prefect har upptäckt vilka som ligger bakom det mystiska Infinidim Enterprises, som har köpt upp Liftarens guide till galaxen. Sakta men säkert drar det ihop sig till något slags avgörande av hela historien... Vilka står bakom Infinidim? Och varifrån kom egentligen grebulonerna, som sitter strandsatta på den nyupptäckte tionde planeten i vårt solsystem?

## Titeln
Titeln syftar på jorden och livet över huvud taget. "Mostly Harmless" är vad man får för beskrivning av jorden när det slås upp i "Liftarens guide till galaxen". Titeln kan även syfta på att det mesta som står i "I stort sett menlös" är i stort sett menlöst. Menlös betyder, precis som "harmless", just försvarslös eller ofarlig och skall ej sammanblandas med ordet meningslös.
Tonen i hela boken, och inte minst slutet, är mycket mörk, men när tredje, fjärde och femte böckerna (efter Douglas Adams död) omarbetades till en tredje, fjärde och femte säsong av den ursprungliga radioserien ändrades slutet till en förlängd, ljusare, upplösning.

## Uppföljare
Douglas Adams yttrade i intervjuer att hans bokprojekt "The Salmon of Doubt" kanske passade bättre som en sjätte Liftarens guide-bok än en tredje Dirk Gently-bok, vilket först varit tanken, och att han i vilket fall som helst förmodligen förr eller senare skulle komma att skriva en ytterligare Liftarens guide-bok, då han var missnöjd med den mörka tonen i boken och ville avsluta serien på ett gladare och ljusare sätt.
När han dog 2001 var inte "The Salmon of Doubt" färdig, men den sammanställdes postumt och utgavs 2002, med en del outgivet material av hans hand.
17 september 2008 gick Penguin Books ut med att Douglas Adams änka Jane Belson gett sitt samtycke till att Artemis Fowl-författaren Eoin Colfer skriver en sjätte bok i serien, "And another thing...", "Och en grej till...". Boken publicerades i oktober 2009.

## Figurer

### Slumpan
Slumpan är en figur i Liftarens guide till galaxen. Hon uppträder i den femte delen, I stort sett menlös, och är dotter till böckernas huvudperson Arthur Dent och Trillian McMillian. Hennes egentliga ålder är enligt Trillian tio, men ingen vet säkert eftersom dagiset där hon gick fick in henne som barn och när hon blev utlämnad hade hon redan lämnat puberteten. Hon känner sig oälskad av sin mamma och ställer till med mycket problem när hon lämnas till sin pappa.